# Eugène (évêque orthodoxe)
Pour les articles homonymes, voir Eugène.
Eugène, né Evfimi Alekseïevitch Bolkhovitinov (Евфимий Алексеевич Болховитинов) (1767 à Voronej - 1837 à Kiev), fut métropolite de Kiev et de Galitch, historien de l'Eglise, archéographe et bibliographe.

## Formation
Il étudia à l'Académie slavo-gréco-latine.

## L'historien
En 1805, il est vicaire épiscopal de Staraïa Roussa, et la réorganisation des écoles religieuses lui est confiée; seuls parmi les évêques interrogés, l'évêque auxiliaire de Moscou Augustin Vinogradski proposa de répartir différemment les cycles de formation et de transférer l'Académie théologique de Moscou à Sergueï-Possad, en élargissant l'offre de ses formations. Eugène ne proposa que quelques réformes de détail dans les matières enseignées, en préconisant par exemple l'usage du latin exclusivement en cours de théologie et de philosophie. 
Il est le principal contributeur à l'Histoire de la hiérarchie russe ("Istoriya Rossiïskoï iérarkhii"), une des œuvres de référence du XIXe pour l'histoire de l'Eglise en Russie, attribuée le plus souvent à Ambroise (Ornatski).

## Critique
Georges Florovsky dans Les voies de la théologie russe (L'Âge d'Homme, p. 340), le décrit comme « un compilateur à la manière ancienne », incapable d'une création originale ou d'une critique des faits exposés. Il s'appuie sur le témoignage de Philarète (Goumilevski): « Eugène étonnait autant par la largesse de ses connaissances que par l'inertie de sa pensée ».

## Œuvres
- Slovar istoritcheski o pisateliakh douchovnogo tchina, Saint-Pétersbourg, 1827
- Istoriya Rossisskoï ierarkhi (Histoire de la hiérarchie russe), Moscou, 1811-1815 (avec Ambroise (Ornatski)